# Conferenza episcopale regionale dell'Africa occidentale francofona
La Conferenza episcopale regionale dell'Africa occidentale francofona (Conférence episcopale régionale de l'Afrique de l'Ouest Francophone, CERAO) è stato un organismo della chiesa cattolica che raggruppa i vescovi dell'Africa occidentale francofona.

## Storia
La CERAO nacque nel 1963 e la sua prima riunione si tenne tra l'11 e il 14 giugno a Anyama, vicino a Abidjan, in Costa d'Avorio. La seconda riunione si svolse dal 3 al 6 giugno dell'anno successivo a Dakar, in Senegal. Essa nacque con lo scopo di favorire il coordinamento tra tutte le attività che interessano le Chiese cattoliche dei Paesi aderenti e di promuovere, nella misura del possibile, una pastorale d'insieme. La sua sede era ad Abidjan e gli statuti furono approvati durante la riunione svoltasi nel febbraio del 1985 a Lomé, Togo.
Il 1º settembre 2009 fu soppressa insieme alla Associazione delle conferenze episcopali dell'Africa occidentale anglofona per dare origine alla Conferenza episcopale regionale dell'Africa occidentale.

## Membri della CERAO
Facevano parte della CERAO i vescovi delle seguenti conferenze episcopali:
- Conferenza episcopale del Benin (Conférence Episcopale du Bénin);
- Conferenza episcopale di Burkina-Niger (Conférence Episcopale du Burkina-Niger);
- Conferenza episcopale della Costa d'Avorio (Conférence Episcopale de la Côte d'Ivoire);
- Conferenza episcopale della Guinea (Conférence Episcopale de la Guinée);
- Conferenza episcopale del Mali (Conférence Episcopale du Mali);
- Conferenza dei vescovi del Senegal, della Mauritania, di Capo Verde e della Guinea Bissau (Conférence des Evêques du Sénégal, de la Mauritanie, du Cap-Vert et de Guinée-Bissau);
- Conferenza episcopale del Togo (Conférence Episcopale du Togo).

## Elenco dei presidenti
- Arcivescovo Robert Casimir Tonyui Messan Dosseh Anyron (1978 - 1979)
- Cardinale Paul Zoungrana (1979 - 1983)
- Vescovo Dieudonné Yougbaré (1983 - 1986)
- Vescovo Bernard Agré (1986 - 1991)
- Vescovo Anselme Titianma Sanon (1991 - 1998)
- Arcivescovo Isidore de Souza (1998 - 13 marzo 1999)
- Cardinale Théodore-Adrien Sarr (2003 - 1º settembre 2009)